# Sächsische Landgemeindeordnung von 1838
Die Sächsische Landgemeindeordnung schuf mit ihrer gesetzlichen Grundnorm von 1838 die Grundlagen einer kommunalen Selbstverwaltung im ländlichen Bereich in Form der Landgemeinde (im Gegensatz zur Stadtgemeinde). Sie war ein regulierender Eingriff seitens des Staates in die überkommenen dörflichen Gemeindeverfassungen einerseits wie auch ein weiterer in die feudalen Dienstbarkeiten andererseits. Sie brachte auch eine weitere Ablösung spätfeudaler Abhängigkeiten. In vielen Fällen schuf sie eine Verrechtlichung der tatsächlichen Verhältnisse. Mehrfach angepasst und durch weitere Gesetze bedingt, wurde sie 1873 grundlegend revidiert und nach dem Ersten Weltkrieg durch die Gemeindeordnung von 1923 schließlich ganz ersetzt.

## Geschichte
Noch vor 1830 zerfielen die feudalen Strukturen im Königreich Sachsen immer mehr. Einen letzten Anstoß zu einer Neuregelung gab die Julirevolution von 1830. Die Erb-, Lehns- und Gerichtsherrschaften wurden in ihren Befugnissen, beginnend ab der Sächsischen Verfassung von 1831 immer weiter eingeschränkt. Das Kommunalrecht der Landgemeinden wurde durch die Sächsische Landgemeindeordnung von 1838 (im Folgenden: SäLGO 1838) mit Wirkung vom 1. Mai 1839 eingeführt, nach dem 1832 und 1835 durch Ablösegesetze der Dienstzwang aufgehoben, die Erbuntertänigkeit abgeschafft und generell allen Landbewohnern der Erwerb von Grund und Boden zugestanden wurde.
Ihre Regelungen ersetzten damals auch eine Vielzahl von unterschiedlichen Rechten im ländlichen Raum: So gab es bis dahin in Sachsen Altgemeinden mit und ohne eigene Verwaltung, mit und ohne eine Art Gemeindevertretung, dazu Amts- und Ratsdörfer (letztere unterstanden nahegelegenen Städten) sowie Reste der Grund- und Lehnsherrschaften. Die Oberlausitz wiederum hatte 1820 ein eigenes Kommunalrecht bekommen, das genauso integriert wurde, wie auch die Gemeindefreiheit von einzelnen Grundstücken (z. B. von Mühlen, Vorwerken, Weinbergen) aufgehoben werden sollte, wie auch es Regelungen bedurfte, Enklaven zu bereinigen und durch Zusammenlegungen von Grundstücken zweckmäßige Grundeinheiten (Fluren) zu bilden, wobei die bisherigen, sich z. T. überschneidenden Zuständigkeiten von Gerichten und Polizei ebenfalls bereinigt werden mussten.

## Wesentliche Bestimmungen
Als Landgemeinden wurden zwischen 1831 und 1923 bzw. 1925 in Sachsen alle Gemeinden bezeichnet, die kein Stadtrecht besaßen oder die kein eigenständiges Rittergut oder Kammergut waren. Von der Zugehörigkeit zu einer Landgemeinde waren ebenfalls die Königlichen Schlösser und ihr Besitz sowie die zum Staatsvermögen gehörenden Waldungen ausgeschlossen. Den Rittergütern gleichgestellt wurden Gutsbezirke, die weder Kammer- noch Rittergut waren, jedoch eine gutsähnliche Eigenschaft aufwiesen, auch sie gehörten keiner Gemeinde an (§ 20 SäLGO 1838).
Gemeindemitglieder der Landgemeinden waren nur diejenigen Personen, die in der Landgemeinde Grundstücke besaßen oder dauerhaften Wohnsitz hatten (§ 24 SäLGO 1838).
Aktives Wahlrecht besaßen von den Gemeindemitgliedern nur diejenigen, die überdies auch in der Gemeinde ansässig und nicht bescholten waren (§ 28 SäLGO 1838).
Sie wurden mindestens zwei Klassen zugeteilt. Für die Unansässigen konnte eine weitere (dritte) Klasse gebildet werden, dies wurde jedoch erst 1873 Pflicht, die Zahl der die Unansässigen vertretenden Personen durfte vorerst nicht mehr als ein Viertel aller zu wählenden Gemeindeausschusspersonen betragen (§ 42 SäLGO 1838).
Passives Wahlrecht hatten alle Gemeindemitglieder, mit Ausnahme der Frauen, Fremden, Geistlichen und Schullehrer sowie der Bescholtenen (§§ 29,32 SäLGO 1838).
Gewählt wurden alle Gemeindeausschusspersonen für sechs Jahre, und zwar von allen stimmberechtigten Gemeindemitgliedern (§ 43 SäLGO 1838). Deren Anzahl war nach den örtlichen Verhältnissen zu bilden, betrug jedoch mindestens zwei (Gemeindevorstand und Gemeindeältester), jedoch höchstens 27 Personen (§ 42 SäLGO 1838). Alle zwei Jahre war ein (annäherndes) Drittel des Gemeinderathes neu zu wählen (§ 44 SäLGO 1838), ebenfalls war eine genügende Anzahl Ersatzmänner für außerordentlich ausscheidende Gemeinderathsmitglieder (beispielsweise Tod, aber auch bei Austritt aus der Klasse, für die sie gewählt wurde (§ 49 SäLGO 1838)) zu wählen (§ 45 SäLGO 1838).
Überwacht (und bestätigt, § 41 SäLGO 1838) wurde die Wahl durch die neu eingeführte Ortsobrigkeit mit eigenen Befugnissen (u. a. die Ortspolizei), die die Bestätigung auch „aus erheblichen Gründen“ versagen konnte.
Andererseits war die Nichtannahme der Wahl oder die Weigerung, ein Amt auszuüben (es sei denn, er konnte eine triftige Begründung nach § 33 SäLGO 1838 vorweisen), mit teilweise empfindlichen Geldstrafen belegt, die für die Weigerung der Amtsausübung den Charakter eines Zwangsgeldes hatte (§ 34 SäLGO 1838).
Die Landgemeindeordnung regelte dabei zunächst ein gewisses Maß an kommunaler Selbstverwaltung bei relativ starker staatlicher Überwachung (§ 8b SäLGO 1838).
Der 1839 erstmals gewählte Gemeinderath bildete ein gleichzeitig beratendes und beschließendes Einheitsorgan, der aus dem Gemeindevorstand als Einzelperson, einem oder mehreren Gemeindeältesten und mehreren Gemeindeausschusspersonen bestand (§§ 36,37 SäLGO 1838), wobei der gesamte Gemeinderath Gemeindevorstand und Gemeindeältesten auf sechs Jahre wählte (§ 40 SäLGO 1838).
Dem Gemeindevorstand oblag dabei die Außenvertretung der Gemeinde und er war für die Finanzen der Gemeinde zuständig (§ 38 SäLGO 1838), dem oder einem Gemeindeältesten oblag die allgemeine Stellvertretung des Gemeindevorstands (§ 39 SäLGO 1838).
Die Landgemeindeordnung regelte auch, dass die Gerichtsbarkeit, die bis dahin häufig mit der Verwaltung eines oder mehrerer Dörfer zusammenfiel, von der Gemeindeverwaltung abgetrennt wurde und diese auf eigenständige Gerichte überging. Bei mehreren Gerichtszuständigkeiten musste eine einheitliche Gerichtsbarkeit eingeführt werden, wobei die erbliche Gerichtsbarkeit (Patrimonialgerichtsbarkeit) 1838 vorerst noch bestehen blieb.

## Geschichte bis 1925
Die Landgemeindeordnung wurde bis 1855 mehrfach geändert, 1856 wurde die Ortsobrigkeit abgeschafft, und sie wurde schließlich 1873 durch die Revidierte Landgemeindeordnung ersetzt, die die kommunale Selbstverwaltung erheblich stärkte und die drei Klassen verbindlich einführte. Nach dem Ersten Weltkrieg wurde in Sachsen mit der Gemeindeordnung von 1923 bzw. der Abgeänderten Gemeindeordnung von 1925 ein einheitliches Kommunalrecht (mit allgemeinem Wahlrecht) für Städte und Gemeinden gleichermaßen eingeführt, womit der Begriff der Landgemeinde ersatzlos entfiel.